# DeForest
DeForest es una villa ubicada en el condado de Dane, Wisconsin, Estados Unidos. Según el censo de 2020, tiene una población de 10.811 habitantes.

## Geografía
La localidad está ubicada en las coordenadas 43°14′48″N 89°21′27″O / 43.24667, -89.35750 (43.246722, -89.357467). Según la Oficina del Censo de los Estados Unidos, DeForest tiene una superficie total de 22.20 km², de la cual 22.01 km² corresponden a tierra firme y 0.19 km² es agua.

## Demografía
Según el censo de 2020, hay 10.811 personas residiendo en DeForest. La densidad de población es de 491.19 hab./km². El 86.87% son blancos, el 2.26% son afroamericanos, el 0.34% son amerindios, el 2.66% son asiáticos, el 0.02% son isleños del Pacífico, el 1.99% son de otras razas y el 5.86% son de dos o más razas. Del total de la población, el 4.77% son hispanos o latinos de cualquier raza.